# Tiberius Manilius Fuscus
Tiberius Manilius Fuscus (fl. 190-225) est un homme politique de l'Empire romain, consul en 225 apr. J.-C.

## Famille
Il est probablement originaire d'Italie ou d'Hispanie où les Manilii portant le praenomen Tiberius sont nombreux. Il épouse Flavia Pollitta, fl. 204, fille de Flavius Rufinianus et de sa femme Antonia Callisto. Ils ont eu pour fille Manilia Lucilla, qui épouse Caius Caesonius Macer Rufinianus.

## Carrière
Il devient membre des frater arvalis en 190. Il est envoyé en Dacie entre 191 et 193 comme légat de la Legio XIII Gemina. En 194, il devient gouverneur de la province de Syrie-Phénicie nouvellement créée à partir de la division de l'ancienne province de Syrie par Septime Sévère. Il devient consul suffect in absentia vers 196. Durant la guerre civile de 193 à 197 qui précède l'accession au trône de Septime Sévère, Fuscus se range aux côtés de ce dernier ce qui lui vaut d'être nommé à des postes prestigieux. Ainsi, vers 203, il intègre le collège des Quindecemviri sacris faciundis qu'il préside en tant que magister et participe l'année suivante à l'organisation des Jeux séculaires. De 209/210 à 212/213, Fuscus est nommé proconsul d'Asie. En 225, il est élu consul ordinaire avec Servius Calpurnius Domitius Dexter pour collègue,.